# 金森次郎
金森 次郎（かなもり じろう、1889年（明治22年）10月31日 - 1983年（昭和58年）8月14日）は日本の実業家。東京光学機械元社長。山之内製薬（現：アステラス製薬）元顧問。宗教家金森通倫の二男。

## 略歴
- 1889年 - 京都市に熊本県人の牧師金森通倫の二男として生まれる
- 1912年 - 第一高等学校卒業
- 1915年 - 東京帝国大学工学部機械科卒業、横浜船渠入社[3]
- 1929年 - 横浜船渠の技師として秩父丸建造のためデンマーク視察[4]
- 1930年 - 横浜船渠の技師長として秩父丸で米国まで試乗[5]。
- 1939年 - 東京光学機械（創立1932年）常務取締役兼技師長[6]
- 1944年 - 岡谷光学機械社長､会長､新東合金取締役､東京火災専務､技師長､社長､会長を経て[要出典]
- 1945年 - 板橋工業倶楽部設立、理事長就任（のち板橋産業協議会、板橋産業連合会と改称し1952年まで初代会長を務める）[7]
- 1948年 - 山之内製薬取締役[2]。東京光学機械社長、板橋産業協議会理事長、工学精機工業協会理事[3]
- 1953年 - 日平産業常務[要出典]
- 墓所は多磨霊園。

## その他
- 宗教はキリスト教。

## 家族
- 父・金森通倫
- 妻・岸子（横浜電気社長上野吉二郎の長女、横浜山手高女卒）[8][3][9]。岸子の姉妹の夫に大島直治、早川種三ら、弟の岳父に倉知鉄吉がいる。
- 長男・昭（府立九中卒）[8][3]
- 長女・初枝（恵泉女学園卒）[8][3]
- 次女・千寿子[3]
- 兄弟・金森太郎ほか
- 甥・石破二朗。その子に石破茂